# Кюрдски институт в Париж
Кюрдският институт в Париж (на френски: Institut kurde de Paris; на кюрдски: Enstîtuya kurdî ya Parîsê) е основан през февруари 1983 г. в град Париж, Франция. Института се занимава с културата и историята на кюрдите и кюрдските езици. Той е един от основните академични центрове на кюрдския език в Европа. Основните му публикации включват лингвистично списание „Курманджи“, месечен преглед на пресата по кюрдски въпроси, озаглавен Бюлетин за връзка и информация, както и „Études Kurdes“ – изследователско списание на френски език.